# Ipnos
Ipnos es una historieta italiana de aventuras de la casa Redazione Audace (hoy Sergio Bonelli Editore), creada por Gian Luigi Bonelli en 1946. Los dibujos son de Armando Bonato, Gino Cossio, Guido Da Passano, Paolo Piffarerio y Mario Uggeri.
Fueron editados 37 álbumes en total, divididos en dos series.

## Argumento
Ipnos es un ilusionista e hipnotizador, inspirado en Mandrake el mago. En busca de los Siete Sellos, llave para el tesoro de los Ming, vive muchas aventuras en ciudades o escenarios exóticos junto a sus socios, el forzudo Mastino y el ágil Pillola. Para conseguir su objetivo debe enfrentarse a los hombres del Dragón Negro y a los ladrones liderados por la hermosa Lula Smith.